# Bøler (métro d'Oslo)
Pour les articles homonymes, voir Boler.
Bøler est une station sur la Ligne Østensjø (Ligne 3) du métro d'Oslo, entre les stations Ulsrud et Bogerud,  à 9,2 km de Stortinget, dans la région du même nom. La station fut ouverte en tant que station de métro le 29 octobre 1967, mais la desserte avait déjà commencé en 1958 dans le cadre du réseau de tramway de la ville,.
Le quartier de Bøler est un quartier résidentiel qui s'est développé en banlieue à la fin des années 1950 et 1960. L'ancienne ferme de Bøler se trouve à côté de la station et est conservée. La station elle-même possède deux quais séparés. La route Utmarkveien passe directement au-dessus de la station, par le biais d'un pont routier. Des critiques ont été soulevées au sujet de l'état de délabrement de la station, mais des fonds pour la rénovation ont été versés à d'autres stations du métro en 2005.

## Situation sur le réseau

Plan du métro en 2016.